# William Wetmore Story
William Wetmore Story (12 de fevereiro de 1819 — Vallombrosa, 7 de outubro de 1895) foi um escultor, jurista, crítico de arte, editor e poeta dos Estados Unidos.

## Vida
Era filho de Joseph Story e Sarah Waldo Wetmore. Graduou-se em Direito em Harvard em 1838 e iniciou uma carreira como jurista. Escreveu dois trabalhos importantes sobre legislação, mas abandonou a área para dedicar-se à escultura. Em 1850 viajou para Roma e lá permaneceu o resto da vida, reunindo em torno a si um grupo de intelectuais e artistas. Produziu obras oficiais para os Estados Unidos e sua peça Cleopatra foi elogiada e descrita no livro The Marble Faun, de Nathaniel Hawthorne. Durante a guerra civil norte-americana se tornou conhecido por seus artigos publicados na imprensa.

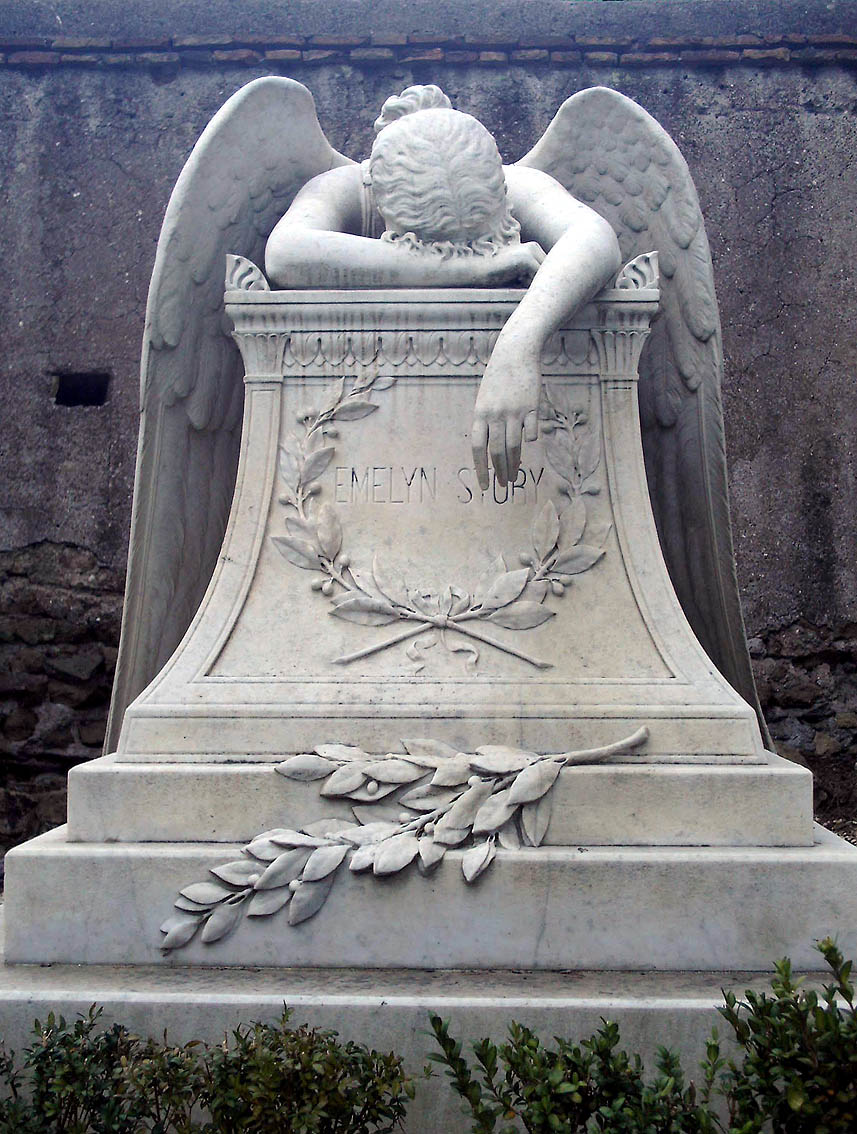
Angel of Grief no Cemitério Protestante em Roma

## Publicações selecionadas
- Life and Letters of Joseph Story, 1851
- Wetmore Story, William (1863). Roba di Roma Volume 1. [S.l.]: Fourth Edition, 1864, D. Appleton and Company, New York (Uma coleção de observações contemporâneas de Roma.)
- Proportions of the Human Figure, London, 1864
- Roba di Roma Volume 2. archive.org
- Fiammetta, 1885 (a novel)
- Conversations in a Studio, Boston, 1890
- Excursions in Art and Letters, Boston, 1891
- Seus poemas foram reunidos em dois volumes em 1885. Entre os mais longos estão “A Roman Lawyer in Jerusalem” (uma reabilitação de Judas Iscariot), "A Jewish Rabbi in Rome", Tragedy of Nero” (1872) e "Ginevra di Siena". O último nome, com "Cleópatra", foi incluído em sua Graffiti d'Italia, uma coleção publicada em 1868.